# Melinda Marais
Melinda Marais (ur. 5 maja 1988) – południowoafrykańska zapaśniczka walcząca w stylu wolnym. Brązowa medalistka igrzysk afrykańskich w 2007 i srebrna mistrzostw Afryki w 2007 roku.